# E9 (U-Boot)
HMS E9 war ein Unterseeboot der E-Klasse der britischen Royal Navy, das im Ersten Weltkrieg sowohl in der Nordsee als auch in der Ostsee im Einsatz war.
Die E9 gehörte zu einer 46 Boote umfassenden leicht verbesserten Untergruppe von U-Booten der E-Klasse, die zu Beginn des Ersten Weltkriegs den leistungsfähigsten und neuesten mittleren U-Boot-Typ der Royal Navy repräsentierte.
Das Boot wurde nach der Indienststellung unter Lt. Cdr. Max Horton der „8th submarine flotilla“ mit Stützpunkt in Harwich zugeteilt und für Patrouillenfahrten in der Nordsee eingesetzt.

## Einsätze im Ersten Weltkrieg

### Nordsee
Mit Beginn der Kampfhandlungen auf See führte das Boot Patrouillenfahrten innerhalb der Deutschen Bucht zur Aufklärung der deutschen Vorpostenstreitkräfte durch. Während des Ersten Seegefechts bei Helgoland am 28. August 1914 gehörte E9 mit zu dem aus den beiden Schwesterbooten E4 und E5 bestehenden ersten Angriffsstreifen, der die zu erwartenden deutschen Streitkräfte abfangen sollte. Die U-Boote spielten aber während dieser Aktion nur eine sehr untergeordnete Rolle.
Anschließend nahm das Boot die Patrouillentätigkeit wieder auf und konnte am 13. September 1914 ca. sechs Seemeilen südwestlich Helgolands den älteren Kleinen Kreuzer Hela mit einem Torpedo versenken. E9 wurde daraufhin den ganzen Tag von deutschen Einheiten gejagt, entkam aber nach Harwich. Beim Einlaufen in den Hafen begründete Horton die Tradition britischer U-Boote, nach einem Versenkungserfolg die Piratenflagge Jolly Roger zu setzen. Drei Wochen später, am 6. Oktober 1914, gelang Horton ein weiterer Erfolg gegen ein deutsches Kriegsschiff: Er versenkte in der Nacht gegen 1 Uhr das zu der von Georg Thiele geführten 7. Torpedoboots-Halbflottille gehörende und vor Borkum Vorposten fahrende Torpedoboot S 116. Für die Versenkung der beiden Schiffe erhielt Max Horton im Dezember 1914 den Distinguished Service Order.

### Ostsee
Mitte Oktober 1914 sollte E9 zusammen mit dem Schwesterboot E11 durch den Öresund in die Ostsee verlegen, um dort die russische Baltische Flotte zu unterstützen und den deutschen Handelsschiffverkehr nach den skandinavischen Ländern zu bekämpfen. Nach der Sichtung durch ein deutsches Seeflugzeug brach E11 den Durchbruch durch den Öresund ab und kehrte zum Heimatstützpunkt zurück, während am 18. Oktober 1914 E9 die Forcierung der Meerenge gelang und das Boot den zugeteilten Stützpunkt Libau anlief. Anschließend unternahm Horton mit dem Ziel, deutsche Kriegsschiffe zu versenken, ausgedehnte Fahrten in der mittleren und westlichen Ostsee. So drang er unter anderem in die Kieler Bucht ein und beunruhigte nachhaltig die Kaiserliche Marine mit seinen Aktionen. Während des Winters war das Boot aufgrund der Vereisung der russischen Häfen zur Inaktivität gezwungen.
Im Jahre 1915 nahm Horton die Patrouillentätigkeit mit seinem Boot wieder auf, und er konnte weitere große Erfolge erzielen. So kam er am 11. Mai 1915 vor Polangen mit zwei Torpedos gegen den Großen Kreuzer Roon zum Schuss, denen der Kreuzer aber ausweichen konnte. Am 5. Juni konnte E9 das Torpedoboot S 148 während der Kohlenübernahme vor der Westküste Gotlands schwer beschädigen und den Kohlendampfer Dora Hugo Stinnes versenken. Am 2. Juli 1915 konnte Horton vor Rixhöft den zur Unterstützung für den im Kampf mit russischen Streitkräften stehenden Minenkreuzer Albatross (siehe: Gotland-Raid) auslaufenden Großen Kreuzer Prinz Adalbert mit einem Torpedo schwer beschädigen. Im August des Jahres gelang die Versenkung fünf deutscher Handelsschiffe, die Handelsgüter aus Schweden in das blockierte Deutsche Reich bringen sollten.
Horten verließ das Boot im Januar 1916 und stellte in Großbritannien das neue U-Boot J6 in Dienst, während Lt. Cdr. Hubert Vaughan-Jones neuer Kommandant von E9 wurde.
Nach der Organisation eines Geleitzugwesens für die deutschen Handelsschiffe ab 1916 gingen die Erfolge spürbar zurück. Das Boot stand, unterbrochen durch die jahreszeitlich bedingte Vereisungsperiode der Ostsee, bis zur Selbstversenkung aufgrund der deutschen Finnland-Intervention bis zum April 1918 im Einsatz. Am 8. April 1918 wurde E9 bei der Besetzung Helsingfors zusammen mit drei Schwesterschiffen 1,5 sm südlich des Leuchtturms von Harmaja selbstversenkt, um es nicht in deutsche Hand fallen zu lassen. Das Wrack wurde im August 1953 von einer finnischen Bergungsfirma gehoben und anschließend abgewrackt.